# Abdullahi Kuso
Abdullahi Nuhu Kuso (Kaduna, 17 febbraio 1984) è un ex cestista nigeriano.